# Contrôle général des armées
Pour les articles homonymes, voir CGA.
En France, le contrôle général des armées (CGA) est  l'inspection générale du ministère des Armées : il est en fait plus que cela et constitue un outil original d’assistance au ministre des Armées pour la direction de son ministère :
« en vérifiant, dans tous les organismes soumis à son autorité ou à sa tutelle, l'observation des lois, règlements et instructions ministérielles ainsi que l'opportunité des décisions et l'efficacité des résultats au regard des objectifs fixés et du bon emploi des deniers publics.
Dans tous les organismes, il sauvegarde les droits des personnes et les intérêts de l'État.
Il fait directement au ministre toutes propositions utiles au bien du service.
Il intervient soit a posteriori, soit de façon préventive, tant à l'échelon de l'administration centrale qu'à celui des établissements et services déconcentrés.
Il constitue un seul organisme rattaché directement au ministre et dirigé par un contrôleur général appartenant au corps du CGA ».
Le CGA partage avec l'inspection générale des finances, de l'administration et l'inspection générale des affaires sociales, de la police nationale, de la gendarmerie avec lesquelles il conduit certains travaux, d'importants points communs liés à "l'indépendance de son corps" et à ses méthodes d'investigation. Il s'en distingue par les modalités de recrutement des membres de son corps et leur statut militaire. 
Sa spécificité tient particulièrement à l'étendue de ses attributions qui reflète la variété et la complexité des missions conduites par le ministère des armées[réf. souhaitée].

## Des compétences au périmètre étendu
Si le contrôle a posteriori tient une place déterminante dans l’activité du CGA, il exerce parallèlement d’autres responsabilités qui lui confèrent une expertise ministérielle sur certains sujets.
Il peut conduire des enquêtes de toute nature dans tous les organismes relevant du ministère des armées (DGSE inclus) et/ou des militaires sont en service (Gendarmerie, BSPP, BMPM, UIISC) et/ou des intérêts relevant de la défense nationale apparaissent (Police nationale, Douane, etc.)

### La mission générale d’audit interne d’assurance, de conseil et d’appui
Le CGA veille à l’application des lois et des règlements ainsi que des décisions arrêtées par la ministre des armées. À ce titre il vérifie la régularité des actions conduites par les armées, directions et services. Il contrôle la performance générale du ministère, en analysant les résultats obtenus au regard des objectifs fixés, le bon emploi des deniers publics et l’adéquation des moyens des armées et services à leurs missions. Il tient le ministre informé de l’état de son ministère, il évalue l’opportunité des décisions prises, la pertinence des solutions apportées aux problèmes rencontrés et lui soumet, le cas échéant, des propositions de réforme.
Les « missions d’inspection, de contrôle, d’audit, d’étude, de conseil et d’évaluation » qu’il réalise couvrent tout le champ de l’activité ministérielle et concernent tous les organismes placés sous l’autorité ou la tutelle du ministre des armées ; il peut également intervenir dans l’activité opérationnelle des forces armées. Ses rapports sont destinés au Ministre mais sont parfois rendus publics par la presse par des indiscrétions ; ils peuvent aussi être transmis à la Justice sur décision du Ministre.
Dans ce cadre, le CGA s’intéresse notamment aux traités européens et internationaux, à l’organisation du ministère des armées, à la programmation et à la gestion financière, aux opérations d’investissement, et particulièrement aux opérations d’armement et d’infrastructure, au maintien en condition opérationnelle des équipements, aux activités de soutien de l’homme en opération et en métropole, aux questions immobilières, aux ressources humaines civiles et militaires, à la modernisation des processus et aux systèmes d’information, à l’activité des opérateurs et des établissements publics.
En raison du poids de ses actifs dans les comptes de l’État, le ministère de la défense s’est doté en 2007, comme les ministères économiques et financiers, d’un comité ministériel d’audit comptable et financier présidé par le chef du contrôle général des armées. Ce comité « définit, au nom du ministre, la politique d’audit du ministère de la défense dans les domaines relatifs à l’exécution des lois de finances et la comptabilité ». Le Contrôle a ainsi développé une expertise reconnue qui fait de lui un acteur de premier plan dans les travaux du comité d’harmonisation de l’audit interne, instance interministérielle chargée de structurer l’audit interne dans l’administration. Le contrôle général des armées est régulièrement sollicité pour proposer son aide méthodologique à d’autres ministères.
À cette mission générale d’audit interne s’ajoutent des attributions particulières qui excèdent celles traditionnellement confiées à un corps d’inspection générale. Ainsi, depuis 2005, le CGA est chargé d'animer la politique des achats de la Défense.

### Les attributions particulières

#### Le respect du droit des personnes
Le CGA a depuis sa création la mission de veiller aux droits des personnes, qu’ils soient individuels ou collectifs. 
Cette attribution explique que des membres du corps militaire du CGA occupent les postes de référent ministériel déontologue et alerte (et rapporteur général de la commission de déontologie des militaires), secrétaire général du Haut Comité d'évaluation de la condition militaire (HCECM), de secrétaire général du Conseil supérieur de la fonction militaire (CSFM) ou celui de président de la Commission de recours des militaires (CRM) même si cette dernière fonction est également accessible à un officier général du rang minimum de corps d'armée .
Traduction plus récente de cette attribution, un membre du corps du CGA dirige la cellule THEMIS qui permet à chaque agent du ministère des armées, victime ou témoin de harcèlement, de discriminations ou de violences sexuelles au sein du ministère de le signaler.

#### L’exercice de l’inspection du travail et  des installations classées
Des considérations tenant à la protection du secret de la défense nationale dans les enceintes militaires ont conduit à confier à des agents du ministère de la défense relevant du contrôle général des armées l'exercice des fonctions normalement exercées par les fonctionnaires de l'inspection du travail de droit commun, les inspecteurs hygiène et sécurité des administrations civiles et les fonctionnaires de l'inspection de droit commun des installations classées pour la protection de l'environnement.
Ces agents du ministère, militaires ou civils, exercent ces fonctions sous la direction de contrôleurs généraux au sein du groupe des inspections spécialisées (IS). Ce groupe comprend un pôle « environnement » et un pôle « travail ». Ce dernier est composé de :
- l’inspection du travail dans les armées,

- l’inspection pour la radioprotection,

- l’inspection pour la médecine de prévention,

- et de l’inspection technique pour la protection contre l’incendie.

L'inspection du travail dans les armées est chargée de contrôler l'application de la réglementation en matière de santé et de sécurité au travail. Sa compétence s'applique au personnel civil et militaire du ministère des Armées, ainsi qu'à tout salarié du secteur privé travaillant sur un situé sous emprise militaire. Les conditions de contrôle des inspecteurs du travail dans les armées sont définies par une circulaire du 17 juillet 2015 [archive].

#### Les attributions spécifiques en matière d’armement
Dans le domaine des opérations et des industries d’armement, le CGA apporte au ministre des armées une connaissance en permanence actualisée des questions relatives aux équipements des forces et aux enjeux industriels qui s’y rapportent. 
En effet, des contrôleurs généraux sont désignés par la ministre des armées dans les fonctions de commissaires du gouvernement auprès de certaines sociétés titulaires de marchés d’armement. Ils défendent les intérêts du ministère au sein des entreprises qui participent à la fabrication de matériels de guerre, sous les aspects administratif, financier, comptable et économique.  Ils rendent compte régulièrement au ministre de la situation de ces secteurs.
Le Contrôle général des armées exerce une autre compétence particulière dans le domaine des matériels de guerre et des biens sensibles. Alors que la procédure des exportations était fondée sur un système d’autorisations a priori, elle a fait l'objet d'une réforme substantielle en 2012 et repose depuis lors sur un régime de licence associé à un mécanisme de contrôle a posteriori dont le contrôle général des armées est en partie responsable. Le comité ministériel de contrôle a posteriori des exportations de matériels de guerre et biens sensibles est ainsi présidé par un membre du CGA.

#### L’interlocuteur de la Cour des comptes
Le contrôle général des armées est seul habilité à correspondre avec la Cour des comptes et particulièrement avec la 2e Chambre. À ce titre, il propose au ministre des Armées une réponse commune aux observations de la Cour à partir des contributions des Armées, directions et services du ministère.

## Des modalités spécifiques de recrutement
Les membres du corps sont recrutés en deuxième partie de carrière. Cela implique qu’ils ont tous exercé des responsabilités de commandement et/ou d’administration active au sein des armées, directions ou services du ministère des armées avant d’intégrer le Contrôle. Leur connaissance du périmètre ministériel et de la culture du personnel leur permet de démontrer très rapidement l’expertise requise pour apporter un éclairage pertinent au ministre. 

### Le mode particulier de recrutement dans le corps du CGA
Le recrutement obéit à une sélection exigeante fondée sur des connaissances théoriques et sur l’expérience acquise dans une première partie de carrière. 
Deux possibilités d’accès sont ouvertes, chacune est soumise à des conditions de grade et d’ancienneté :
- le concours d’accès au grade de contrôleur adjoint des armées[11] ;

- le recrutement sur examen d’aptitude au grade de contrôleur des armées[12] ;

Il existe par ailleurs six emplois de contrôleur général en mission extraordinaire. Aucune nomination au tour extérieur n’est possible. En revanche il est possible par la voie du détachement entrant et sous condition de diplôme et d'ancienneté, d'être détaché sur un emploi de contrôleur adjoint ou bien de contrôleur pendant deux ans, période pouvant être portée au plus à une année supplémentaire.
La cooptation (proposition par le comité de direction du CGA et validation par le ministre) est le principe sous réserve de réussir le concours et de la non objection à la plus haute habilitation (très secret défense)

### Le statut militaire
Soumis au statut général des militaires, les membres du corps du Contrôle général des armées sont pour autant indépendants de la hiérarchie civile et militaire du ministère. Ils agissent dans leurs investigations comme délégués directs du ministre des armées en vertu d’une commission qui leur est remise lors de leur entrée dans le corps.
« Le corps du contrôle général des armées a une hiérarchie propre, ne comportant aucune assimilation avec les grades des différents corps d'officiers […]. La hiérarchie du corps du contrôle général des armées est la suivante :
- Contrôleur général des armées
- Contrôleur des armées
- Contrôleur adjoint des armées

L’appellation est la suivante pour le grade de contrôleur général des armées: "monsieur le contrôleur général", "madame la contrôleuse générale". Pour les grades de contrôleur et de contrôleur adjoint des armées : "monsieur le contrôleur ", "madame la contrôleuse".
L’avancement a lieu au choix, après inscription sur un tableau d’avancement ou une liste d'aptitude selon les cas et sous réserve de remplir les conditions d’ancienneté de service requises dans le grade précédent (minimum de 3 ans de service en tant que contrôleur adjoint des armées pour devenir contrôleur des armées et 8 ans de service à ce grade afin de devenir contrôleur général des armées) .

### Le regard singulier des membres du corps dans la conduite de leurs investigations
En raison de leur expérience, notamment du commandement en situation, les membres du corps ont une approche particulière lorsqu'ils contrôlent les forces et les services. Ils gardent toujours à l'esprit que la performance du ministère doit aller de pair avec la capacité opérationnelle des forces en opération. Ce recul est apprécié par les autres membres des corps d'inspection générale, lors des enquêtes conjointes.
Ce lien avec les forces et les services est conservé tout au long de la carrière des membres du corps, dont un quart sert en moyenne chaque année à l'extérieur du CGA, au sein du  ministère des Armées ou hors de ce ministère régalien.
Ainsi par exemple est depuis 2005 tenu par un membre du corps militaire du Contrôle général des Armées le poste de secrétaire général pour l'administration (S.G.A.) du ministère des armées (actuellement, poste occupé depuis 2011 par un ancien attaché d'administration centrale devenu ensuite officier d'administration des affaires maritimes en 1979 afin de réussir avec succès en 1993 le concours d'accès au contrôle général des armées) . Avant cette date, cette fonction de S.G.A. était tenue soit par un préfet (2002/2005) ou un membre du Conseil d'État ou de la Cour des Comptes (1962 à 1986 puis de 1988 à 2002) . Ce fut aussi le cas, à titre exceptionnel,  pour le poste de secrétaire général du ministère de la justice entre fin septembre 2013 et le début d'août 2016 ; en effet, ce poste est traditionnellement occupé par un magistrat hors hiérarchie, en fin de carrière, depuis la création de cette fonction en 1792 par Georges Jacques Danton, alors ministre de la Justice.  
Ce fut également pour la fonction de la mission d'organisation des services du Premier ministre ; par ailleurs, des membres du corps occupent des fonctions au collège international des commissaires aux comptes de l'OTAN ou encore à la Cour des comptes européenne. 
La qualité des travaux du Contrôle est aussi le fruit de ces expériences croisées.

## Des modes d’action adaptés à la diversité de ses responsabilités
Par son action, le contrôle général des armées assure au ministre des armées que les activités du département dont il a la charge sont correctement maîtrisées. Il lui soumet des propositions d’évolution propres à en améliorer le fonctionnement.
Si la base de l’action du contrôle général des armées est toujours le contrôle direct des faits, des actes et des résultats par les contrôleurs eux-mêmes, les manières d’exercer ce contrôle peuvent se distinguer selon le lieu, l’objet, la nature de l’objectif poursuivi ou le moment de son application.
Selon le lieu où il se déroule, le contrôle sur pièces se distingue du contrôle sur place. Ce dernier contrôle est privilégié au premier ; l’intervention des contrôleurs est alors annoncée ou inopinée.
L’objet auquel s’applique le contrôle peut être une fonction, un événement, un organisme, une situation administrative collective ou individuelle.
Selon la nature des opérations de contrôle, on distingue :
- le contrôle de régularité, qui permet de s’assurer du respect des lois et des règlements ainsi que de l’exécution des directives et décisions du ministre ;

- le contrôle de performance, qui vérifie les résultats obtenus au regard des objectifs fixés (efficacité), du bon emploi des deniers publics (efficience) et de l’adéquation du résultat obtenu au besoin exprimé (qualité) ;

- le contrôle d’opportunité, qui dans le cadre des deux contrôles précédents, examine plus particulièrement la cohérence et la pertinence des décisions prises.

Selon le moment où elles s’exercent, les activités de contrôle permettent de distinguer : 

### Le contrôle préventif oua priori
Limité à certaines matières fixées par le ministre, le contrôle préventif ou a priori s'exerce sur pièces, en amont de l’acte administratif. Il a pour objet de s’assurer de la cohérence entre les décisions ministérielles et leur mise en œuvre réglementaire. L’intervention du CGA est aujourd’hui obligatoire pour vérifier, avant leur signature, les textes de niveau ministériel relatifs, d’une part, à l’organisation (fonctionnement de l'administration centrale, procédures financières et comptables à caractère permanent, mesures relatives au droit des personnes…) et, d’autre part, aux ressources humaines (statut et condition du personnel de la défense, plans de gestion des effectifs civils et militaires et arrêtés de concours pour le personnel militaire). 
Dans l'hypothèse où le contrôle général des armées maintient ses réserves sur le texte d’une autorité délégataire, la décision est présentée à l’arbitrage du ministre de la défense.

### Le contrôlea posteriori
Le contrôle a posteriori, fondé sur la vérification sur place et sur pièces, a pour objet d’examiner les conditions de la réalisation de certaines fonctions, au travers des faits et des actes de l’administration, au regard des lois et règlements, par la mesure des circonstances et des résultats. Il s’exerce principalement sous forme d’enquêtes donnant lieu, selon leur importance, à la production de notes ou de rapports.
Le périmètre des enquêtes est défini dans un plan de missions annuel, proposé au ministre de la défense par le chef du contrôle général des armées. La préparation du plan de missions du contrôle général des armées s’appuie sur une cartographie des risques formalisée, établie à partir des constats relevés au cours des missions de l’année précédente et faisant donc largement appel à l’expérience collective du corps. Ce document permet de s’assurer que les missions proposées au ministre recouvrent bien les principaux enjeux ministériels.
Chacun des risques identifiés est caractérisé au regard de sa probabilité et de ses conséquences possibles en termes de capacité opérationnelle des forces, de performance de l’action publique, de sécurité juridique, de coûts financiers, d’impact social ou d’image. Chaque risque est décliné en « facteurs de risques » qui permettent de déterminer ceux qui apparaissent bien connus et suffisamment maîtrisés, ceux qui demeurent plus hypothétiques ou de faible criticité et enfin ceux qui semblent insuffisamment connus ou dont la maîtrise par les services du ministère est incertaine. C’est essentiellement sur cette dernière catégorie que sont fondées les missions de contrôle.

### Le contrôle sectoriel
Assuré de manière permanente sur une organisation ou une fonction, le contrôle sectoriel est directement lié à la mission d’assistance du ministre pour la direction du ministère dévolue au contrôle général des armées. Maintenu dans la durée, appuyé sur des contacts réguliers avec les responsables concernés, enrichi par la participation aux principales instances et par la lecture de la documentation régulière de l’organisme concerné, le contrôle sectoriel permet de recueillir des informations objectives, actuelles et pertinentes sur l’ensemble du secteur considéré, contribuant ainsi à une connaissance précise de l’état et de la performance du ministère. Pratiqué de manière mesurée, en tenant compte des charges pesant sur les organismes concernés, il ne se traduit jamais par une intervention du contrôle dans l’action.

### Le contrôle d’accompagnement
Le contrôle général des armées peut en outre être chargé, au titre du contrôle d’accompagnement, de missions d’expertise ou d’appui au profit des grands subordonnés du ministre ou des autorités relevant de ces derniers.  
Afin d’éviter tout conflit d’intérêt, le conseil du contrôle apprécie au cas par cas si les contrôleurs chargés de ces missions peuvent ensuite intervenir sur les mêmes thèmes au titre du contrôle 'a posteriori.
En fonction de l’actualité, le ministre de la défense peut demander au contrôle général des armées de diriger ou de participer à des missions interministérielles conduites par plusieurs corps d’inspection générale.
L’expertise du contrôle général des armées est reconnue par les organisations européennes et internationales qui sollicitent ses membres pour conduire à des missions d’audit ou d’assistance technique. Sur de très courtes périodes, les contrôleurs sont appelés à apporter leur expertise, par exemple, dans le domaine de la programmation et de l’exécution budgétaire et dans celui de la passation des marchés publics. Leurs travaux sont appréciés pour la pertinence de leurs analyses et le pragmatisme de leurs recommandations.
Les contrôleurs trouvent dans ces missions l’occasion d’enrichir leur expérience et leur savoir-faire.

## Des principes d’action rigoureux
Les membres du corps du contrôle général des armées disposent pour conduire leurs missions de pouvoirs d’enquête particuliers, qui s’exercent dans le cadre de règles déontologiques et selon des procédures réunies dans un guide des pratiques.

### Les pouvoirs d’enquête
Les méthodes de travail des membres du corps du contrôle général des armées empruntent aux techniques et aux modalités d’audit mises en œuvre dans les grandes organisations, tant publiques que privées.
Elles reposent sur un très large pouvoir d’investigation directement sur place et sur pièces. Les contrôleurs disposent d’une commission ministérielle signée par le ministre de la défense qui rappelle qu’ils agissent en son nom et pour son compte.
Ils sont habilités à pénétrer en tout lieu placé sous l’autorité directe du ministre et à consulter tout document et système d’information. Ils peuvent requérir des autorités relevant du ministre de la défense tous les ordres et les moyens nécessaires à leur mission. Nul n'a le droit d'entraver par quelque moyen que ce soit leur action.
Le CGA agît sous l'autorité directe du ministre des armées et en son nom.

### Le déroulement d'une mission
En fonction de la complexité du sujet et des compétences nécessaires, chaque enquête est confiée à un ou plusieurs contrôleurs. Son déroulement répond alors à une procédure précise.
La lettre de mission donne le cadre général de l’enquête et son calendrier. Après la conduite de premières investigations, la note de cadrage, validée par le chef du Contrôle, précise les attendus de la mission et son calendrier d’exécution.
Lors de la réunion d’une commission de synthèse, le rapporteur soumet à l’avis de ses pairs les analyses des faits constatés et les recommandations qu’il a l’intention de formuler. Avant sa diffusion, le projet de rapport est examiné par le conseil, organe de direction du CGA. Ses membres, dans une libre discussion avec le rapporteur, s’assurent de la solidité des constats et vérifient la pertinence et la cohérence des recommandations présentées. 
Si le rapporteur reste entièrement libre du contenu de son rapport, le chef du CGA est responsable de son exploitation auprès du ministre des Armées et des autorités concernées. 
En application du principe du contradictoire, le rapport est ensuite envoyé pour avis sous forme de projet aux acteurs concernés. Une fois les réponses obtenues des armées, directions ou services du ministère de la défense, et son texte éventuellement amendé, le projet devient le rapport définitif ; il est alors transmis par le chef du CGA au ministre. 
En cas de désaccord sur les recommandations formulées, le ministre de la défense peut décider de réunir les organismes audités et le CGA afin de décider des suites à donner au rapport.

### Le guide des pratiques
Les larges pouvoirs d'investigation des membres du corps du CGA s’inscrivent dans un ensemble de règles de déontologie et de procédures décrites dans un guide des pratiques régulièrement mis à jour. Véritable charte interne, ce guide répond à une double finalité. 
D'une part, il décrit de façon formelle la déontologie, les principes généraux d'action et la conduite des activités du contrôle général des armées. Ces règles relèvent à la fois des obligations de tout fonctionnaire, de celles spécifiques à leur statut militaire et de celles propres aux corps d'inspection. 
D'autre part, le guide des pratiques comporte des fiches qui font le point des connaissances du Contrôle dans ses grands domaines d'intervention : contrôle d'un marché, contrôle budgétaire et financier, contrôle d'une opération d'armement, d'un système d'information, etc. En cela, il constitue un véritable instrument de gestion des connaissances du contrôle général des armées.   
La nécessité d’un contrôle général unique et indépendant s’est affirmée avec la structuration d’un ministère de la défense à la fois unifié et déconcentré. Par son action, le CGA assiste le ministre de la défense dans l’exercice de ses responsabilités, en lui assurant que les attributions dont il a la charge sont correctement conduites et maîtrisées. 
Les missions du CGA ont, dès l’origine, excédé le contrôle de régularité traditionnellement confié aux corps d’inspection générale pour s’intéresser à la performance globale du ministère des Armées. Le mouvement de réformes de l’administration qui s’est accéléré ces dernières années, du fait notamment de contraintes budgétaires fortes, tend à donner une place plus importante à l’évaluation des politiques publiques. Les deux approches, contrôle et évaluation, restent deux aspects indissociables de l’activité d’un corps d’inspection générale au service de la performance publique.

## Chefs
- 2013-2017 : Jean-Robert Rebmeister
- 2017-09-01 à 2017-12-12 : Franck Le Guen (par intérim)
- 2017-2020 : Joël Le Bec
- 2020 : Patrick Macary (par intérim)[19]
- 2020- : Éric Lucas[20]